# 추억 (1969년 영화)
추억은 1969년 공개된 대한민국의 영화이다.

## 배역
- 신성일
- 윤정희
- 이난실
- 박병호
- 황정순
- 안인숙
- 정민